# Federación de Comunidades Igualitarias (FEC)
La Federación de Comunidades Igualitarias (Federation of Egalitarian Communities) es un grupo de comunidades igualitarias en Estados Unidos y Canadá que se han unido con el propósito común de crear un estilo de vida basado en la igualdad, la cooperación y la armonía con la Tierra. Un principio central de estas comunidades es que a cambio de una cuota de trabajo (típicamente entre 35 y 42 horas por semana) la comunidad paga por todos los  aspectos de su estilo de vida.  Los miembros no suelen recibir salarios; en cambio, tienen pequeñas asignaciones (típicamente entre $75 y $150 por mes) con las que pueden comprar artículos de lujo. Viven, trabajan y socializan dentro de la comunidad, pero son libres de irse cuando quieran.
Hay seis comunidades miembros de pleno derecho en el FEC, todas las cuales comparten los valores primarios de igualitarismo, no violencia y la distribución de ingresos. Aproximadamente 200 personas viven en las distintas comunidades. La organización ofrece varios programas a sus comunidades miembros, que incluyen alcance, intercambio laboral y cobertura de atención médica catastrófica.
Además de la membresía completa, la FEC tiene niveles más bajos de membresía, como "Aliados" o "Comunidad en diálogo". Estos son para comunidades que pueden compartir algunos de los valores de la FEC, pero no todos, o que no están preparadas para ser miembros de pleno derecho.

## Principios
Cada una de las comunidades de miembros de pleno derecho de la FEC tiene los siguientes valores:
1. Mantener sus tierras, trabajo, ingresos y otros recursos en común.
2. Responsabilizarse de las necesidades de sus miembros, distribuyendo los productos del trabajo colectivo entre todos por igual, o según las necesidades de cada uno.
3. Practicar la no violencia
4. Utilizar una forma de la toma de decisiones que da la misma oportunidad de participar a cualquier miembro, ya sea por consenso, voto directo, o derecho de apelar a una asamblea superior.
5. Trabajar de manera activa para establecer la igualdad de todas las personas sin permitir la discriminación por motivos de raza, clase, credo, origen étnico, edad, sexo, orientación sexual, o identidad de género.
6. Actuar para conservar los recursos naturales para generaciones presentes y futuras mientras y a la vez mejorar continuamente la conciencia y la práctica ecológica de la ecología.
7. Crear procesos de comunicación y participación grupal y proporcionar un entorno que apoya el desarrollo de las personas.

## Comunidades actuales
Las siguientes comunidades son miembros en pleno derecho de la Federación de Comunidades Igualitarias:
- Acorn Community en Virginia
- East Wind Community en Misuri
- Sapling Community en Virginia
- The Midden en Ohio
- Sandhill Community en Misuri
- Twin Oaks Community en Virginia

## Comunidades en diálogo
Las siguientes comunidades comparten la mayoría o todos los principios de la Federación y consideran la membresía plena como una opción para el futuro.
- Cambia en Virginia
- Cotyeldon en Nueva York
- East Brook Community Farm en Nueva York
- Le Manoir en Quebec
- Open Circle en Virginia
- Oran Mor en Misuri
- Rainforest Commons en Washington
- Stillwater Sanctuary en Misuri
- The Mothership en Oregón